# Division 2 1933/34
Die Division 2 1933/34 war die erste Austragung der zweithöchsten französischen Fußballliga, die offiziell auch unter dem Namen Championnat de Division 2 firmierte. Zweitligameister wurde Red Star Olympique aus Saint-Ouen.

## Vereine
Teilnahmeberechtigt waren die sechs Vereine, die in der Vorsaison in den beiden Staffeln der neu geschaffenen Division 1 nicht besser als auf dem achten Platz abgeschlossen hatten, sowie diejenigen 18 Klubs, die erst zu dieser Saison Profistatus angenommen hatten. Diese zweite Liga wurde in zwei unter regionalen Aspekten zusammengestellten Gruppen ausgespielt, woraus sich – nachdem die US Suisse Paris, der FC Arménienne de Lyon und der FAC Nizza ihre Mannschaften kurz vor oder nach dem Start vom Spielbetrieb zurückgezogen und ihre Lizenzen zurückgegeben hatten – eine Nordgruppe mit 13 und eine Südgruppe mit acht Teilnehmern ergab. Die US Suisse stellte ihre Teilnahme sogar erst Anfang März 1934, also mitten während der Rückrunde, ein; sämtliche bis dahin ausgetragenen Partien wurden aus der Wertung genommen. Somit waren in dieser Saison folgende Mannschaften vertreten:
Gruppe Nord
- fünf Klubs aus dem äußerste Norden (Racing Roubaix, US Valenciennes-Anzin, AC Amiens, US Tourcoing, Racing Calais),
- zwei aus der Hauptstadtregion (die beiden Absteiger Red Star Olympique und Club Français),
- drei aus dem Nordosten (die beiden Absteiger FC Metz und FC Mulhouse, dazu Racing Strasbourg),
- drei aus dem Nordwesten (FC Rouen, Le Havre AC, US Saint-Servan-Saint-Malo).

Gruppe Süd
- zwei Klubs aus dem Lyonnais (AS Saint-Étienne, FC Lyon),
- zwei aus dem Languedoc (SO Béziers, Absteiger Olympique Alès),
- zwei aus Bordeaux (CD Español und SC de la Bastidienne),
- zwei aus dem Südosten (Absteiger FC Hyères, AS Monaco).

Einen direkten Auf- und Abstieg in Abhängigkeit vom sportlich erzielten Ergebnis gab es lediglich zwischen erster und zweiter Profi-Division. Hingegen konnte ein Zweitdivisionär nur dann absteigen, wenn er seine Lizenz abgab oder sie ihm entzogen wurde, und ebenso konnten bisherige Amateurmannschaften aus der Division d’Honneur nur dann zur folgenden Saison in die Division 2 aufsteigen, wenn sie vom Verband die Genehmigung erhielten, professionellen Status anzunehmen.

## Ergebnisse, Tabellen und Saisonverlauf
Jede Mannschaft trug gegen jeden Gruppengegner ein Hin- und ein Rückspiel aus, einmal vor eigenem Publikum und einmal auswärts. Es galt die Zwei-Punkte-Regel; bei Punktgleichheit gab das Torverhältnis den Ausschlag für die Platzierung. In Frankreich wird bei der Angabe des Punktverhältnisses ausschließlich die Zahl der Pluspunkte angegeben; hier geschieht dies in der in Deutschland zu Zeiten der 2-Punkte-Regel üblichen Notation.
In den Tabellen markiert ein (A) die Absteiger aus der Division 1.

### Gruppe Nord
| Pl. | Verein                  | Sp. | S  | U | N  | Tore    | Quote | Punkte |
| --- | ----------------------- | --- | -- | - | -- | ------- | ----- | ------ |
| 1.  | Red Star Olympique (A)  | 24  | 15 | 5 | 4  | 071:370 | 1,92  | 35:13  |
| 2.  | FC Rouen                | 24  | 15 | 5 | 4  | 085:460 | 1,85  | 35:13  |
| 3.  | FC Mulhouse (A)         | 24  | 14 | 3 | 7  | 058:390 | 1,49  | 31:17  |
| 4.  | Racing Strasbourg       | 24  | 13 | 4 | 7  | 064:420 | 1,52  | 30:18  |
| 5.  | FC Metz (A)             | 24  | 11 | 4 | 9  | 051:390 | 1,31  | 26:22  |
| 6.  | Racing Roubaix          | 24  | 10 | 3 | 11 | 041:470 | 0,87  | 23:25  |
| 7.  | US Valenciennes-Anzin   | 24  | 7  | 8 | 9  | 047:520 | 0,90  | 22:26  |
| 8.  | AC Amiens               | 24  | 9  | 3 | 12 | 059:650 | 0,91  | 21:27  |
| 9.  | US Tourcoing            | 24  | 8  | 4 | 12 | 038:510 | 0,75  | 20:28  |
| 10. | Le Havre AC             | 24  | 8  | 3 | 13 | 048:610 | 0,79  | 19:29  |
| 11. | US Saint-Servan         | 24  | 7  | 4 | 13 | 039:670 | 0,58  | 18:30  |
| 12. | Club Français Paris (A) | 24  | 5  | 7 | 12 | 043:730 | 0,59  | 17:31  |
| 13. | Racing Calais           | 24  | 5  | 5 | 14 | 031:560 | 0,55  | 15:33  |

| (A) | Absteiger aus der Meister |

| Gruppe Nord           | RSO | ROU | MUL | STR | MET | RBX | VAL | AMI | TOU | LEH | STS | CFP  | CAL |
| Red Star Olympique    |     | 6:3 | 1:1 | 4:0 | 5:1 | 5:2 | 3:1 | 5:1 | 4:2 | 7:1 | 2:1 | 3:1  | 3:2 |
| FC Rouen              | 1:1 |     | 4:2 | 3:5 | 2:1 | 5:1 | 3:2 | 4:0 | 1:1 | 5:1 | 5:1 | 12:3 | 2:2 |
| FC Mulhouse           | 4:2 | 2:1 |     | 1:0 | 2:1 | 4:2 | 7:1 | 3:1 | 2:2 | 2:1 | 6:1 | 2:2  | 4:0 |
| Racing Strasbourg     | 3:3 | 4:6 | 2:0 |     | 4:0 | 3:0 | 2:1 | 1:1 | 3:1 | 4:5 | 6:0 | 7:2  | 4:0 |
| FC Metz               | 0:0 | 2:3 | 0:1 | 1:2 |     | 2:0 | 6:2 | 4:3 | 0:1 | 4:1 | 7:1 | 3:0  | 2:1 |
| Racing Roubaix        | 1:4 | 1:4 | 2:1 | 1:2 | 2:1 |     | 0:1 | 4:3 | 0:2 | 2:2 | 4:1 | 4:1  | 2:0 |
| US Valenciennes-Anzin | 1:0 | 2:2 | 2:3 | 0:3 | 0:0 | 2:0 |     | 5:1 | 3:1 | 4:0 | 2:2 | 1:1  | 2:4 |
| AC Amiens             | 4:2 | 2:4 | 5:1 | 3:2 | 2:3 | 1:1 | 3:3 |     | 3:1 | 3:2 | 5:2 | 4:2  | 2:3 |
| US Tourcoing          | 0:2 | 0:5 | 2:0 | 1:1 | 1:2 | 1:4 | 4:4 | 5:1 |     | 3:2 | 2:0 | 3:4  | 3:0 |
| Le Havre AC           | 3:1 | 3:3 | 2:1 | 2:0 | 1:3 | 0:2 | 3:2 | 2:4 | 3:0 |     | 1:2 | 2:0  | 5:1 |
| US Saint-Servan       | 0:3 | 2:1 | 3:1 | 5:1 | 0:3 | 2:2 | 3:5 | 3:1 | 3:0 | 1:1 |     | 2:2  | 3:0 |
| Club Français Paris   | 2:2 | 0:1 | 0:5 | 1:4 | 3:3 | 0:3 | 1:1 | 1:6 | 4:0 | 4:3 | 5:0 |      | 1:1 |
| Racing Calais         | 2:3 | 2:5 | 2:3 | 1:1 | 2:2 | 0:1 | 0:0 | 2:0 | 0:2 | 3:2 | 2:1 | 1:3  |     |

Die Spiele in der Nordgruppe fanden zwischen 3. September und 13. Mai statt. Eine Winterpause gab es nicht; es wurden auch an Weihnachten und Silvester Punktspiele ausgetragen. In den 156 Begegnungen wurden 675 Treffer erzielt; das entspricht einem Mittelwert von 4,3 Toren je Spiel.
Red Star, Rouen und Mulhouse machten von Saisonbeginn an das Rennen um den direkten Aufstiegsplatz unter sich aus, wobei Rouen an der Mehrzahl der Spieltage auf dem ersten Rang stand. Die Elf besaß den mit Abstand gefährlichsten Angriff, in dem der 20-jährige Jean Nicolas alleine 54 der 85 Tore der „Roten Teufel“ erzielte – und damit mehr, als den kompletten Mannschaften von acht der zwölf Gruppengegner gelangen. Allerdings verfügte Rouen nur über eine durchschnittliche Abwehr und leistete sich als einziger aus dem Führungstrio auch eine Heimniederlage. Und als die Elf am letzten Spieltag beim Nachbarn aus Le Havre nur ein Unentschieden erreichte, holte Red Star dank seines deutlichen Heimsiegs gegen Metz den Punktrückstand auf Rouen noch auf und belegte dank des geringfügig besseren Torverhältnisses am Ende Rang eins. Metz hatte während der gesamten Hinserie stets einen zweistelligen Tabellenplatz belegt, sich in der Rückrunde aber noch weit nach vorne kämpfen können.
Am unteren Tabellenende hatte sich bereits nach wenigen Wochen mit Saint-Servan, Calais und dem Club Français gleichfalls ein Trio gebildet, das die Plätze 11 bis 13 durchgehend „erfolgreich“ verteidigte. Der Club Français und die US Saint-Servan-Saint-Malo gaben am Ende des Kalenderjahres ihre Lizenzen zurück. Racing Lens und SM Caen wurden zur Folgesaison erstmals in den Kreis der Profivereine aufgenommen.

### Gruppe Süd
| Pl. | Verein                  | Sp. | S  | U | N | Tore    | Quote | Punkte |
| --- | ----------------------- | --- | -- | - | - | ------- | ----- | ------ |
| 1.  | Olympique Alès (A)      | 14  | 10 | 1 | 3 | 038:190 | 2,00  | 21:70  |
| 2.  | AS Saint-Étienne        | 14  | 9  | 1 | 4 | 025:160 | 1,56  | 19:90  |
| 3.  | AS Monaco               | 14  | 7  | 3 | 4 | 040:310 | 1,29  | 17:11  |
| 4.  | CD Español Bordeaux     | 14  | 7  | 1 | 6 | 038:380 | 1,00  | 15:13  |
| 5.  | FC Hyères (A)           | 14  | 6  | 1 | 7 | 015:210 | 0,71  | 13:15  |
| 6.  | SO Béziers              | 14  | 4  | 3 | 7 | 031:390 | 0,79  | 11:17  |
| 7.  | SC Bastidienne Bordeaux | 14  | 4  | 1 | 9 | 021:290 | 0,72  | 09:19  |
| 8.  | FC Lyon                 | 14  | 2  | 3 | 9 | 021:360 | 0,58  | 07:21  |

| (A) | Absteiger aus der Meister |

| Gruppe Süd              | ALÈ | ÉTI | MON | ESP | HYÈ | BÉZ | BAS | LYO |
| Olympique Alès          |     | 2:2 | 3:2 | 5:2 | 2:0 | 0:2 | 6:1 | 2:1 |
| AS Saint-Étienne        | 2:0 |     | 4:2 | 4:2 | 5:0 | 1:0 | 1:0 | 1:0 |
| AS Monaco               | 2:4 | 2:0 |     | 6:2 | 3:1 | 2:2 | 3:1 | 5:1 |
| CD Español Bordeaux     | 0:1 | 2:0 | 7:3 |     | 3:2 | 6:3 | 4:1 | 3:2 |
| FC Hyères               | 1:0 | 0:1 | 1:2 | 2:0 |     | 2:1 | 1:0 | 1:1 |
| SO Béziers              | 3:6 | 2:1 | 4:4 | 2:3 | 1:2 |     | 3:3 | 4:3 |
| SC Bastidienne Bordeaux | 0:1 | 2:3 | 0:3 | 1:2 | 1:0 | 5:1 |     | 3:1 |
| FC Lyon                 | 1:6 | 2:0 | 1:1 | 5:2 | 1:2 | 1:3 | 0:3 |     |

Die Spiele in der Südgruppe fanden zwischen 3. September und 8. April statt. Eine Winterpause gab es nicht; es wurden auch an Heiligabend und Silvester Punktspiele ausgetragen. In den 56 Begegnungen wurden 229 Treffer erzielt; das entspricht einem Mittelwert von 4,1 Toren je Spiel.
Anders als in der Nordstaffel legte in der Gruppe Süd Alès nahezu einen Start-Ziel-Sieg hin und ließ sich ab November nicht mehr vom ersten Rang verdrängen – auch nicht von seinem einzigen gefährlichen Verfolger, der AS Saint-Étienne, der immerhin zuhause eine makellose Bilanz mit sieben Siegen in ebenso vielen Spielen gelang. Monaco lag zwar schließlich auch nur vier Punkte hinter Alès, hatte sich aber vom vorletzten Platz aus nur durch eine erfolgreiche Rückrunde noch auf den dritten Rang vorschieben können.
In der unteren Tabellenregion war Bastidienne Bordeaux Dauergast, während Lyon und vor allem Béziers zumindest zeitweise auch im oberen Mittelfeld platziert waren, ehe sie in der Rückrunde abstürzten. Monaco, Hyères, Béziers und Lyon gaben nach Saisonende ihre Lizenzen zurück, und die beiden Klubs aus Bordeaux gingen eine Fusion miteinander ein. Die AS Villeurbanne wurde zur Folgesaison erstmals in den Kreis der Profivereine aufgenommen.

### Endspiel der Gruppensieger
Die beiden Gruppensieger ermittelten am 20. Mai 1934 im Stade Bauer von Saint-Ouen den Zweitligameister.
| Sieger Nord        | Ergebnis | Sieger Süd     |
| ------------------ | -------- | -------------- |
| Red Star Olympique | 3:2      | Olympique Alès |

### Aufstiegsrelegation
Um zwei weitere Aufstiegsplätze in die Division 1 fand ab dem 13. Mai eine Relegationsrunde statt, für die die beiden Gruppenzweiten sowie der Dritt- und der Viertplatzierte aus der Nordgruppe qualifiziert waren. Vor deren Beginn verzichtete Rouen auf die Teilnahme. Diese Barrages zwischen den drei verbliebenen Mannschaften erbrachten folgende Resultate:
| Pl. | Verein            | Sp. | S | U | N | Tore    | Quote | Punkte |
| --- | ----------------- | --- | - | - | - | ------- | ----- | ------ |
| 1.  | Racing Strasbourg | 4   | 2 | 2 | 0 | 009:600 | 1,50  | 06:20  |
| 2.  | FC Mulhouse       | 4   | 1 | 2 | 1 | 004:500 | 0,80  | 04:40  |
| 3.  | AS Saint-Étienne  | 4   | 0 | 2 | 2 | 007:900 | 0,78  | 02:60  |

|                   | STR | MUL | ÉTI |
| Racing Strasbourg |     | 3:1 | 2:1 |
| FC Mulhouse       | 0:0 |     | 2:1 |
| AS Saint-Étienne  | 4:4 | 1:1 |     |